# Kostadin Gadzhalov
Kostadin Gadzhalov, né le 20 juillet 1989 à Rudozem, est un footballeur bulgare. Il évolue au poste de défenseur central.

## Biographie
Lors de la saison 2016-2017, il inscrit deux buts en première division écossaise avec l'équipe du Dundee FC.